# Arnau Descós
Arnau Descós o Arnau de Cors, (Mallorca, s. xv), escriptor i lul·lista, ciutadà mallorquí que va concórrer al certamen poètic convocat per Ferrando Dieç a València el 1486, juntament amb els mallorquins Mossèn Ramon Vivot i Jaume d'Olesa, amb el poema Causa tant gran produint tal efecte. Així mateix escriví alguns poemes de certàmen dedicats a la Immaculada Concepció. Mantingué correspondència en llatí amb Bernat Boïl i fou autor de Defensorium doctrinae B Raymundy Lulli. L'any 1500 ocupà la càtedra de filosofia lul·liana, succeint al seu mestre Pere Daguí.